# ويليام أوسبورن
ويليام أوسبورن (بالإنجليزية: William Osborn)‏ هو عسكري أمريكي، ولد في 1837 في بوسطن في الولايات المتحدة، وتوفي في 17 مايو 1887 في واشنطن العاصمة في الولايات المتحدة.